# Olzai
Olzai ist ein kleines Dorf am Hang eines Tales der westlichen Barbagia Ollolai, in der Provinz Nuoro auf der italienischen Insel Sardinien mit 756 Einwohnern (Stand 31. Dezember 2023). Olzai liegt 40 km südwestlich von Nuoro.
Die Nachbargemeinden sind: Austis, Nughedu Santa Vittoria (OR), Ottana, Sarule, Sedilo (OR), Sorradile (OR) und Teti.

## Sehenswürdigkeiten
- In der Kirche Santa Barbara hängt der nach einer Pest (1477) in Auftrag gegebene archaische Retablo della Peste. Von den Retabeln, deren Blenden ein Giebeldach bilden, ist es das einzige erhaltene. Es ist das Werk jenes unbekannten Meisters (evtl. das von Antonio Cavaro oder dessen Sohn Lorenzo) dem auch die in der Pinakothek von Cagliari ausgestellten Teile eines Retabels aus der Landkirche Santa Maria di Sibiola bei Serdiana zugeschrieben werden.

- Der Dolmen bzw. das Gigantengrab S’Ena ’e sa Vacca liegt unmittelbar oberhalb der Straße Sedilo – Olzai.